# 龙洞山溪鲵
龙洞山溪鲵（学名：Batrachuperus londongensis）一种分布于中华人民共和国四川省峨眉山龙洞河的两栖动物，隶属于小鲵科山溪鲵属。

## 形态特征
雄鲵体长190毫米左右，雌鲵体长183毫米左右。躯干呈圆柱状，头部扁平。有眼睑、唇褶和颈褶。背部及体侧深黑褐色，部分个体具有不规则褐黄色或橙黄色斑，多数背中央有黄色脊纹。咽喉部为淡紫灰色，有黑蓝色不规则云斑，腹面为浅紫灰色。

## 栖息地
本种仅分布于四川峨眉山北麓的龙洞河一带。生活在海拔1200米左右的泉水洞以及下游河内，常卷曲于河内石块下。成鲵主要营水栖生活，以水中捕食虾类和水生昆虫及其幼虫等。